# Nicole Laird
Nicole Laird (18 de fevereiro de 1993) é uma jogadora de vôlei de praia australiana.

## Carreira
Nos Jogos Olímpicos de Verão de 2016 ela representou  seu país ao lado de Mariafe Artacho, caindo na fase de grupos.